# Église Saint-Pierre-ès-Liens de L'Escarène
Pour les articles homonymes, voir Église Saint-Pierre-ès-Liens.
L'église Saint-Pierre-ès-Liens est une église catholique située à L'Escarène, en France.

## Localisation
L'église est située dans le département français des Alpes-Maritimes, sur la commune de L'Escarène.

## Historique
Les premiers textes sur l'église Saint-Pierre se trouvent dans le chartrier de l'abbaye Saint-Pons de Nice. La plus ancienne charte date du 23 juin 1037 dans laquelle un certain Bonix fait le don d'une mense à l'église Saint-Pierre, avec l'accord de Raimbald, seigneur de Nice, en présence de l'évêque de Nice Nitard.
Le 17 février 1074, Rostaing, fils de Raimbald, seigneur de Nice, et sa femme, Aicelène, fille du vicomte de Fréjus, donnent à l'église de l'Escarène les biens qu'ils possèdent dans le domaine de l'Escarène.
Un an après, le même Rostaing, ses frères, leurs neveux et leur cousin, donnent un grand nombre d'églises à l'abbaye Saint-Pons dont l'église Saint-Pierre de l'Escarène avec le domaine qui en dépend. Dans une charte de 1081, les mêmes donateurs jurent de respecter leur donation.
Au XIIIe siècle, l'église Saint-Pierre de l'Escarène devient un prieuré paroissial. Le prieuré fait partie de la mense abbatiale. Son prieur est en général nommé par l'abbé de Saint-Pons. Le 5 mars 1687, le pape Innocent XI transfère le prieuré de la mense abbatiale à la mense conventuelle pour assurer des revenus suffisants pour les moines. À partir de 1688, l'église Saint-Pierre de l'Escarène possède un prieur qui est un moine profes de l'abbaye Saint-Pons qui demeure au monastère et un vicaire perpétuel qui est un prêtre séculier demeurant à l'Escarène. Du XIIIe siècle au XVe siècle, la seigneurie du bourg est annexée au prieuré qui jouit des droits seigneuriaux peut-être à la suite du don de 1074. Le prieur assure la basse justice. Le prieur est alors le seigneur de l'Escarène et le reste jusqu'à la mort de la reine Jeanne. Au milieu du XIVe siècle, le prieuré de l'Escarène possède le prieuré Saint-Nicolas de Sospel. Ce prieuré est cédé en 1518 aux Pénitents blancs de Sospel. Au XVIIe siècle et XVIIIe siècle, l'Escarène est le siège d'un vicariat forain.
L'église Saint-Pierre est entièrement reconstruite. C'est la communauté de l'Escarène qui assure la direction des travaux. Les registres des comptes des syndics permettent de suivre l'avancement des travaux. Ils sont commencés en 1627 pour s'achever en 1656. Les travaux de construction de l'église proprement dite commencent en 1645.
L'architecte de l'église semble être l'ingénieur ducal Jean-André Guiberto car il vient inspecter les travaux en décembre 1652. L'entrepreneur pour les travaux est Baptiste Bonanat. Le maître stucateur Jean-Pierre Marvaldi intervient en 1654.Il a terminé son travail en 1655. La toiture est posée par Pierre et Antoine Veran en 1655.
En 1657, le conseil communal vend trois chapelles latérales pour achever la décoration intérieure.
L'édifice est classé au titre des monuments historiques le 28 décembre 1978.

## Mobilier
La base Palissy donne la liste du mobilier inscrit ou classé au titre des objets.

## L'orgue Grinda
L'orgue construit par les frères Honoré et Antoine Grinda, facteurs d'orgue à Nice, est installé en 1791.

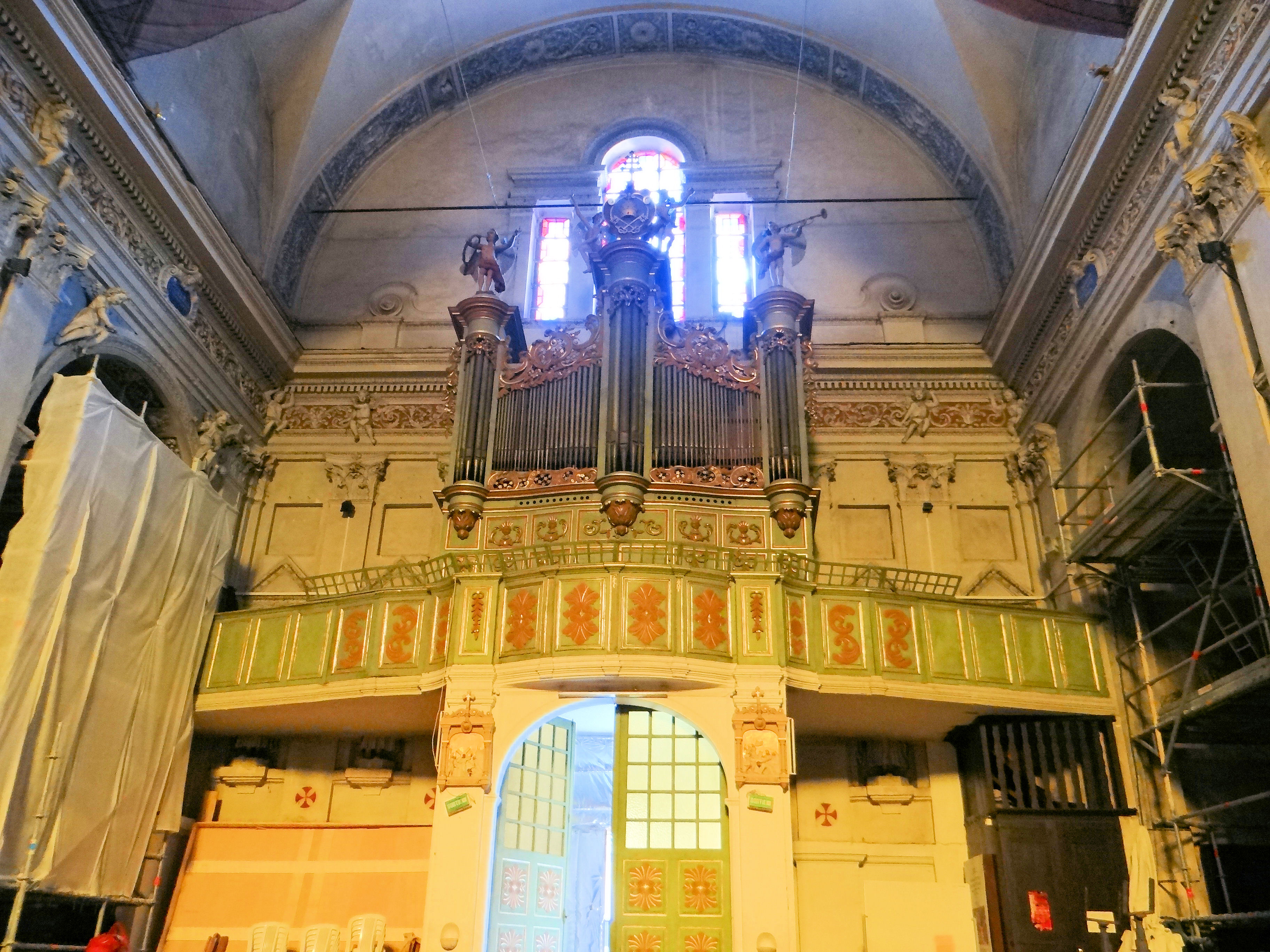
L'orgue Grinda dans l'église en cours de restauration.